# De Charybde…
De Charybde… est le 58e épisode du feuilleton télévisé Prison Break et le 1er de la saison 4.

## Résumé
Michael cherche à obtenir des informations sur le cartel. Dans le même temps, Gretchen et Whistler font de même, mais avec visiblement plus de succès.
Michael affiche clairement ses intentions : il veut tuer Gretchen. Pour mener son plan à bien, il a obtenu une clé qui doit lui permettre d'entrer dans l'appartement de Whistler. Il souhaite y récolter des informations sur le cartel et se venger de Gretchen. Une fois en face d'elle, il apprend médusé qu'elle n'a jamais abattu Sara. Dans le même temps, Michael contacte Lincoln pour lui demander ce qu'il a vu exactement. Lincoln persiste et signe. Gretchen et Whistler, de leur côté, tentent de trouver une liste précise des activités du cartel. Ces renseignements seraient reliés à un nom de code : Scylla…

## Informations complémentaires

### Chronologie
L'histoire se déroule vraisemblablement en juillet 2005.
Elle commence à partir du 14 juillet.

### Culture
Cet épisode se déroule 3 semaines après que Michael soit parti rejoindre les États-Unis, afin de traquer Gretchen et Jason Lief.
Pendant cette période :
- Lincoln est resté avec Sofia et LJ, et ont renforcé leurs liens.
- Sara a pris un ticket de bus à Santa Fee afin d'y retrouver Bruce Benett. Elle ignore que Michael s'est évadé de la prison de Sona, elle l'apprendra probablement par Bruce Benett, peu avant les retrouvailles.
- La dernière semaine, le pénitencier de Sona a été mis en feu, à cause d'une mutinerie qui aurait mal tourné. L'auteur est T-Bag, qui comptait s'enfuir à tout prix pour retrouver Sœur Marie Francis, la prostituée de Sona, qui avait l'argent. Pendant ce temps, les prisonniers essayaient tant bien que mal de s'évader, Sucre et Bellick en faisaient partie. Ce dernier lui a tendu la main lorsqu'il se faisait piétiner par tout le monde. Ayant l'argent, et après avoir passé du bon temps avec l'ex-prostituée, T-Bag décide de se rendre à Los Angeles, afin d'exploiter les coordonnées présentes dans le livre de Whisler, mais aussi de se venger de Michael Scofield, qui l'a laissé dans de mauvais draps lors de l'évasion de Sona (où il était sorti pendant les 30 secondes).
- Mahone, Whisler et Gretchen ont collaboré. Whisler et Mahone essayaient de se renseigner le plus possible pour faire une copie de la carte.

### Evènements clés
On apprend que c'est Gretchen qui a insisté pour sortir Whisler de prison. C'est donc à cause d'elle que Bill Kim n'a pas laissé les deux frères prendre tranquillement le bateau dans la saison 2.
James Whisler meurt dans cet épisode, abattu d'une balle dans la tête par un tueur du cartel lors d'une rencontre avec Scofield.

## Accueil critique
Aux États-Unis, cet épisode a été suivi par seulement 6,53 millions de téléspectateurs.